# NGC 7464
NGC 7464 é uma galáxia elíptica (E1) localizada na direcção da constelação de Pegasus. Possui uma declinação de +15° 58' 28" e uma ascensão recta de 23 horas, 01 minutos e 53,8 segundos.
A galáxia NGC 7464 foi descoberta em 27 de Agosto de 1864 por Heinrich Louis d'Arrest.